# Baychimo (Schiff)
Die Baychimo war ein 1914 erbauter Frachtdampfer, der ab 1931 als ein im Packeis eingeschlossenes Geisterschiff Bekanntheit erlangte und seit 1969 als verschollen gilt.

## Geschichte
Der mit 1.322 BRT vermessene und 70,1 m lange Frachtdampfer wurde 1914 von der schwedischen Werft Lindholmens Mekaniska Verkstad in Göteborg gebaut. Ursprünglich als Ångermanelfven im Besitz der Baltischen Reederei GmbH in Hamburg, kam das Schiff 1921 als Kriegsreparation nach Großbritannien. Im Auftrag der kanadischen Hudson’s Bay Company wurde es zur Versorgung abgelegener Siedlungen in den kanadischen Nordwest-Territorien und in Alaska eingesetzt. Es wurde dabei im Oktober 1931 im Packeis eingeschlossen, woraufhin die Besatzung das Schiff aufgab und sich nach Barrow (Alaska) rettete. In den folgenden Jahren und Jahrzehnten wurde das treibende Schiff, das vermutlich zeitweilig vom Packeis wieder freigegeben worden war, immer wieder gesichtet; zuletzt (angeblich) im Jahr 1969. Eine Suchoperation im Jahr 2006 erbrachte jedoch kein Ergebnis mehr.